# Stop! Stop! Stop! (пісня)
«Stop! Stop! Stop!» — перший сингл російсько-українського гурту «ВІА Гра» англійською мовою з альбому «Stop! Stop! Stop!».

## Відеокліп
Перший англомовний кліп гурту «ВІА Гра».
Кліп знімався в Києві як і всі кліпи гурту «ВІА Гра» і режисер кліпу Семен Горов. Відеокліп показує суть пісні, яку багато хто так і не зрозумів.
У багатьох країнах кліп був заборонений, оскільки його вважають занадто відвертим. Але в будь-якому випадку кліп підкорив багато сердець, і був визнаний одним з найкращих кліпів за всю історію гурту. В Азії кліп був визнаний найсексуальнішим кліпом 2003 року.
Існує російськомовна версія цього кліпу яка була випущена в 2002 році — називається «Стоп! Стоп! Стоп!».
Сюжет полягає в тому, що три дівчини розповідають Зигмунду Фрейду свій рецепт сексуальності.

## Список пісень

### Європа
- CD-Single — 2004

- - Stop! Stop! Stop! (Original Version)
  - Stop! Stop! Stop! (Upbeat Version)

### Японія
- Maxi CD-Single — 2004

- - Stop! Stop! Stop! (Original Version)
  - Stop! Stop! Stop! (Upbeat Version)
  - Stop! Stop! Stop! (R & B Version)
  - If You Could Just Let Me Go
  - Let Me Introduce My Mama

## Учасники запису
- Надія Грановська
- Анна Сєдокова
- Віра Брежнєва